# Cápsula do Tempo (Macau)

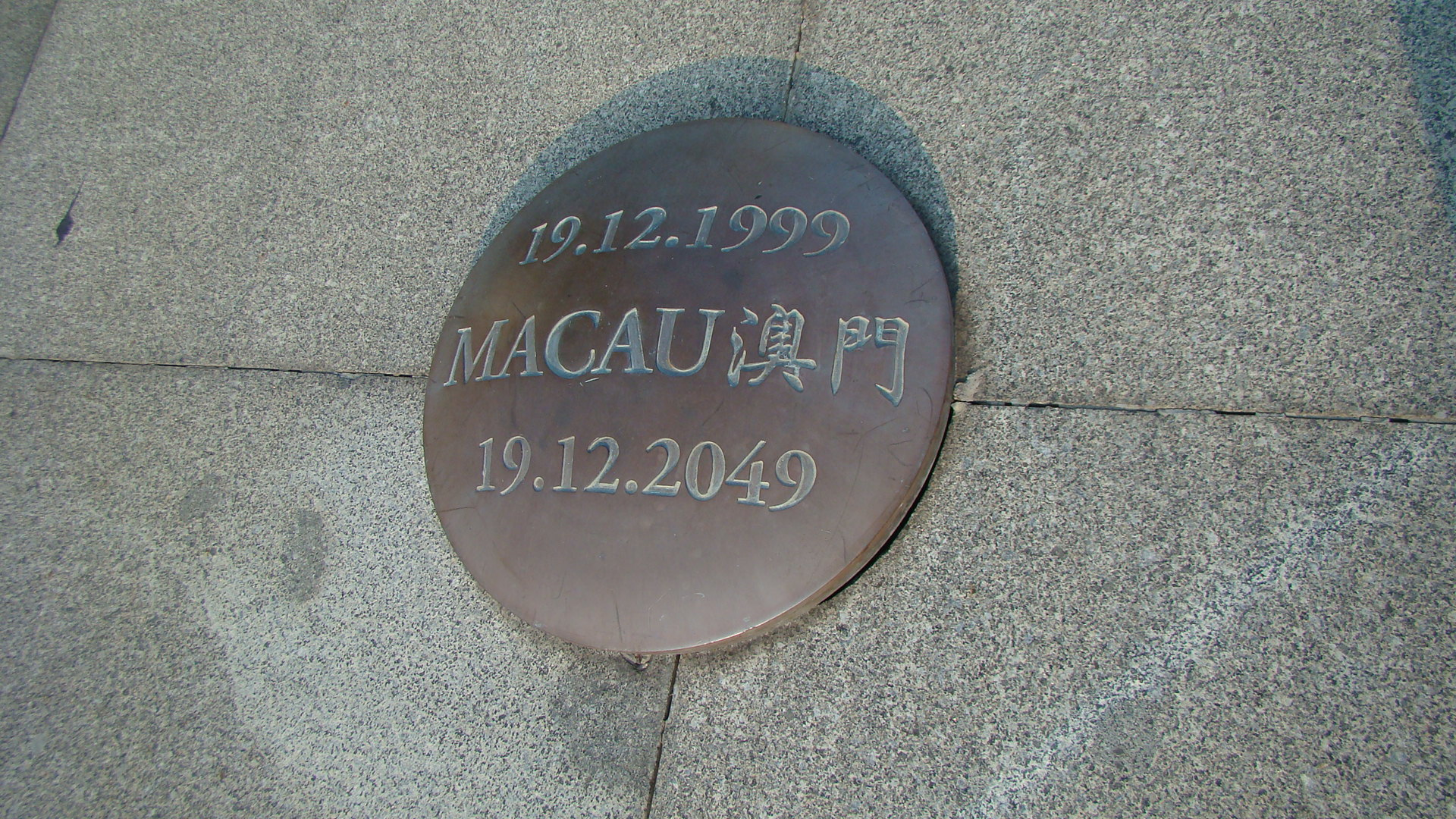
A Cápsula do Tempo sobre a transferência de soberania de Macau.

Cápsula do Tempo (em chinês: 時間囊) é uma cápsula do tempo que simboliza o testemunho e reconhecimento do Governo da República Portuguesa e da promessa da República Popular da China sobre manter o Alto Grau de Autonomia de Macau, após a Declaração Conjunta Sino-Portuguesa sobre a Questão de Macau. A Cápsula do Tempo foi fechada e coberta a 18 de Dezembro de 1999, mas está programada para ser inaugurada em 2049. Actualmente, a Cápsula do Tempo está situada na Praça do Centro Cultural, onde foi palco da cerimónia da transferência de soberania.

## Design
A cápsula do tempo metálica, desenhada por Donato Moreno, mede aproximadamente sessenta centímetros em diâmetro e noventa centímetros em altura. A sua cobertura com o seguinte texto "19.12.1999 MACAU 澳門 19.12.2049", representa a última data em que Portugal administrou Macau (19 de Dezembro de 1999), o nome da cidade em língua portuguesa e chinesa e a data onde a cápsula do tempo será aberta (19 de Dezembro de 2049).

## História
O presidente da República Portuguesa, Jorge Fernando Branco de Sampaio e o Governador de Macau, Vasco Rocha Vieira, presidiram a cerimónia para fechar a Cápsula do Tempo em frente ao Pavilhão da Cerimónia de Transferência de Poderes, no local da cerimónia para a Declaração Conjunta Sino-Portuguesa sobre a Questão de Macau ao meio-dia de 18 de Dezembro de 1999 (mas a própria transferência ocorreu no dia 20). Por volta das treze horas, Sampaio e Vieira guardaram os documentos relevantes sobre a transferência da soberania de Macau dentro da cápsula, um por um. A cápsula foi selada cerimonialmente por Sampaio que proferiu um discurso pouco antes da meia-noite no dia da transferência.
A cápsula do tempo será reaberta a 19 de Dezembro de 2049 – cinquenta anos após seu enterro, simbolizando a promessa do Conselho de Estado da República Popular da China em manter a política "um país, dois sistemas", e garantir um alto nível de autonomia para Macau governado por seus residentes por cinquenta anos, após a transferência de soberania para a República Popular da China, como testemunhado pelo Governo da República Portuguesa.

## Conteúdos
A Cápsula do Tempo contém a Declaração Conjunta do Governo da República Portuguesa e do Governo da República Popular da China sobre a Questão de Macau e a Lei Básica da Região Administrativa Especial de Macau. Para além dos documentos, recortes de jornais e comunicados de imprensa oficiais, relacionados com a transferência de soberania durante o período de transição, que também foram guardados na cápsula.